# Am N'Djamena Bilala
Am N'Djamena Bilala o N'Djamena Bilala è un comune del Ciad situato nel dipartimento di Fitri, provincia di Batha,